# Алън Блайндър
Алън Стюарт Блайндър (на английски: Alan Blinder; р. 14 октомври 1945) е американски икономист.
Той е Гордън професор по икономика и държавни дела в икономическия департамент на Принстънския университет, вицепрезидент на Наблюдаващата група и съдиректор на принстънския Център за изследвания на икономическата политика, който той основава през 1990 г.
След 1978 г. е бил асоцииран изследовател в американското Национално бюро за икономически изследвания . Той е сред най-влиятелните икономисти в света според IDEAS/RePEc,  и e „смятан за един от най-великите икономически умове на своето поколение“. 
Блайндър служи в Националния икономически съвет при американския президент Бил Клинтън (януари 1993 – юни 1994) и като вицепрезидент на Борда на управителите на федералната резервна система от юни 1994 до януари 1996 г.
В последно време академичната работа на Блайндер е фокусирана в частност върху монетарната политика и банкирането при централните банки , както и „офшорирането“ на работни места. Негови текстове за широката публика са публикувани предимно в Ню Йорк Таймс, Вашингтон Поуст и Уолстрийт джърнъл. 